# Euphorbia cuprispina
Euphorbia cuprispina S.Carter es una especie fanerógama perteneciente a la familia Euphorbiaceae. Es endémica de Kenia.  

## Descripción
Es una planta suculenta perennifolia con un rizoma carnoso, densamente ramificada, formando mechones erectos de 20 cm de altura y ± 30 cm de diámetro, a veces extendida, rara vez estolonífera, con ramas cilíndricas, de ± 8 mm de espesor y 20 cm de largo, con dientes de 1,5 cm.

## Ecología
Se encuentra en  suelo rocoso con matorrales caducos a una altitud de 950-1500 metros.
Muy fácil en el cultivo, lo que asegura que será una planta muy popular entre los coleccionistas.
Está estrechamenge relacionada con Euphorbia septentrionalis y Euphorbia samburuensis.

## Taxonomía
Euphorbia cuprispina fue descrita por Susan Carter Holmes y publicado en Kew Bulletin 42: 378. 1987.
Etimología
Euphorbia: nombre genérico que deriva del médico griego del rey Juba II de Mauritania (52 a 50 a. C. - 23), Euphorbus, en su honor – o en alusión a su gran vientre –  ya que usaba médicamente Euphorbia resinifera. En 1753 Carlos Linneo asignó el nombre a todo el género.
cuprispina: epíteto